# Het Achterhuis (onderduikadres)
Het Achterhuis is een woning aan de Prinsengracht 263 in Amsterdam waar de Joodse familie Frank zat ondergedoken tijdens de Tweede Wereldoorlog en Anne Frank haar beroemde dagboek Het Achterhuis schreef. Het pand Prinsengracht 263 bestaat uit een voorhuis en een achterhuis waar de onderduik plaatsvond. Het maakt als monument van de Holocaust in Nederland onderdeel uit van het hieromheen gevormde museum Anne Frank Huis.

## Geschiedenis
Prinsengracht 263 is samen met Prinsengracht 265 in 1635 gebouwd door Dirk van Delft, eigenaar van verschillende percelen in de buurt. Van circa 1740 tot 1764 woonde er de schatrijke handelaar in drogerijen Isaäc van Vleuten. Hij verbouwde het pand in 1740, waarbij onder andere de voorgevel werd vernieuwd. Tegelijk werd ook het achterhuis gebouwd.
Rond 1840 vond opnieuw een verbouwing plaats. Toen werd de topgevel vervangen door een eenvoudige rechte kroonlijst, een lijstgevel waar er vele van zijn. In de tweede helft van de 19e eeuw vond de firma A. d'Ailly in chemicaliën hier onderdak. Van 1928 tot eind 1939 was de pianolarollenfabriek Euterpe er gevestigd.

## Onderduiken

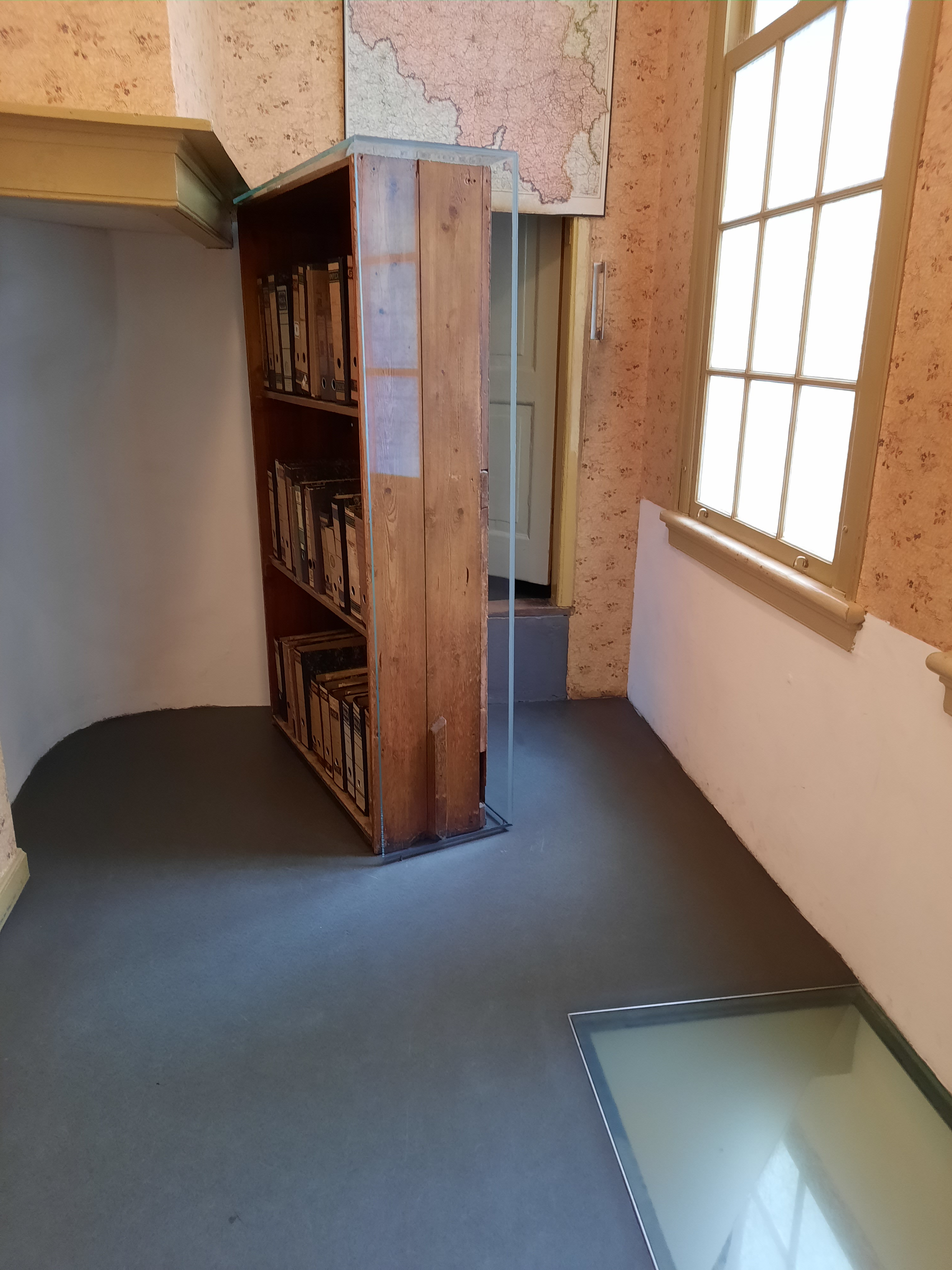
De boekenkast die de ingang van het Achterhuis verborgen hield

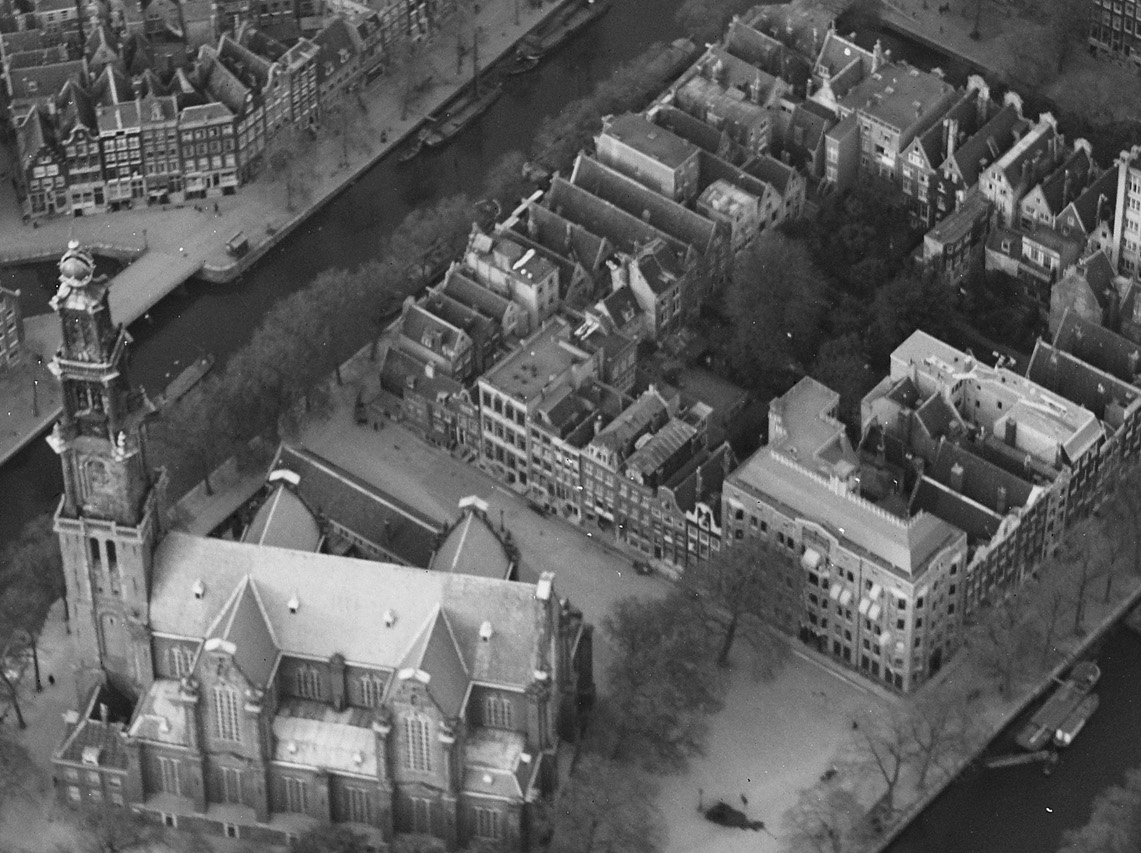
Vooroorlogse luchtfoto van de Westerkerk en het huizenblok met het achterhuis.

Op 1 december 1940 verhuisde Otto Frank zijn bedrijven Opekta en Pectacon van Singel 400 naar Prinsengracht 263. In de loop van 1942 werd begonnen met het inrichten van een schuilplaats op de eerste en tweede verdieping van het achterhuis.
Op 6 juli 1942 dook het gezin Frank er onder. Op 13 juli volgde het gezin Van Pels (in het dagboek van Anne Frank de familie Van Daan genoemd).
In augustus werd een draaikast aangebracht die de toegang tot de onderduikruimte moest verbergen. In november dook Fritz Pfeffer, een kennis van Otto Frank, er ook onder. Slechts vier medewerkers van Opekta waren op de hoogte van de aanwezigheid van de onderduikers. Op de begane grond van het achterhuis bevond zich het magazijn, en de onderduikers moesten daarom overdag heel stil zijn om hun aanwezigheid niet te verraden.
Vanuit het achterhuis is de toren van de Westerkerk zichtbaar. In Annes dagboek is te lezen welke belangrijke rol de Westertoren heeft gespeeld in haar onderduikperiode in het achterhuis.
Op 4 augustus 1944 viel Oberscharführer Karl Silberbauer met vier Nederlandse helpers het pand binnen. Alle onderduikers werden gearresteerd, evenals twee helpers, Victor Kugler en Johannes Kleiman. Het dagboek van Anne Frank werd gered door Franks medewerksters Bep Voskuijl en Miep Gies.

## Interieur
Het interieur van het achterhuis is in oorspronkelijke staat behouden gebleven. De onderduikers woonden op de tweede en derde verdieping. Op de tweede verdieping woonde de familie Frank en bevond zich de badkamer met toilet. De plaatjes die Anne op de muren in haar kamertje in het achterhuis plakte, zijn gerestaureerd achter glas te zien. Op de derde verdieping bevond zich een woonkeuken en sliep de familie Van Pels. Een zolderruimte diende voor de was en als opslag.